# Pedro Máximo García
Pedro Máximo García (nacido en Bragado) fue un futbolista argentino. Jugaba como mediocampista y su primer club fue Rosario Central.

## Carrera
Tuvo sus primeros partidos aún en la era amateur del fútbol, durante 1930, año en el que se alzó con Rosario Central del título de la Copa Vila, torneo de la Primera división de la Asociación Rosarina de Fútbol, instancias que por entonces los canallas disputaban con su primer equipo. Al año siguiente dio inicio el profesionalismo, con García manteniendo escasa participación. En 1932 tuvo un paso por Vélez Sarsfield, retornado a Central en la temporada contigua; durante ésta logró tener mayor presencia como titular, conformando la línea media junto a Ignacio Díaz y Ernesto Cordones. Dejó el cuadro de Barrio Arroyito al finalizar el año, sumando 19 presencias en el club.  Retornó al fútbol de Buenos Aires, jugando para Estudiantil Porteño en dos ciclos, alternando un retorno a Vélez.

## Clubes
| Club                | País      | Año       |
| ------------------- | --------- | --------- |
| Rosario Central     | Argentina | 1930-1931 |
| Vélez Sarsfield     | Argentina | 1932      |
| Rosario Central     | Argentina | 1933      |
| Estudiantil Porteño | Argentina | 1934-1935 |
| Vélez Sarsfield     | Argentina | 1936      |
| Estudiantil Porteño | Argentina | 1937-1938 |

## Palmarés
| Equipo          | Liga     | País      | Título            | Año  |
| --------------- | -------- | --------- | ----------------- | ---- |
| Rosario Central | Rosarina | Argentina | Copa Nicasio Vila | 1930 |